# Peter Ueberroth

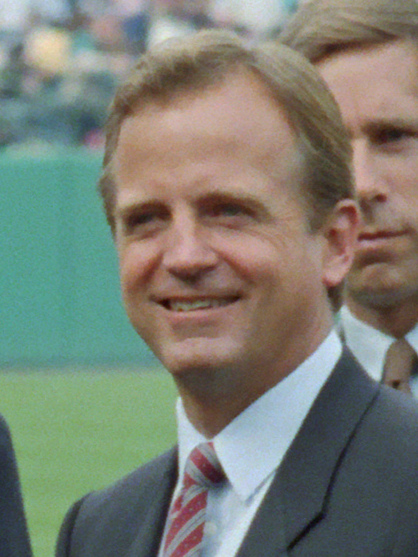
Peter Ueberroth, April 1986

Peter Victor Ueberroth (* 2. September 1937 in Evanston, Illinois) ist ein US-amerikanischer Sportfunktionär und kalifornischer Politiker. Von 1982 bis 1984 organisierte er die Olympischen Spiele in Los Angeles. Von 1984 bis 1989 war er Commissioner der Major League Baseball. Von 2004 bis 2007 fungierte er als Präsident des Nationalen Olympischen Komitees der Vereinigten Staaten von Amerika.
Ueberroth, dessen Vater deutscher und österreichischer Abstammung war, wuchs in Nordkalifornien auf. Er besuchte die Union High School in Fremont. Nach dem High-School-Abschluss begann er mit einem Sportstipendium als Wasserballer (er war Schwimmer und hatte als Baseball- und Footballspieler einen guten Wurfarm) ein Studium der Wirtschaftswissenschaften an der San José State University, das er 1959 abschloss. Er baute ein nationales Reisebüro-Unternehmen auf, für das er 1977 zum Junior Manager des Jahres gewählt wurde. Nachdem sowohl der Staat Kalifornien als auch die Stadt und der County Los Angeles es in Volksabstimmungen abgelehnt hatten, Staatsgelder in die Olympischen Spiele 1984 zu investieren, wurde der erfolgreiche Jungunternehmer als neuer Generalsekretär für die Spiele (sein Vorgänger war Gewerkschaftsfunktionär, der die befürchteten Streiks abwenden sollte) gewählt. Ueberroth organisierte die Olympischen Spiele in Los Angeles, wofür er 1984 vom Time-Magazin zum „Man of the Year“ gewählt wurde. Es gelang ihm, den Olympiaboykott des Ostblocks auf die sowjetischen Satelliten im engeren Sinne zu begrenzen, da er bereits 1982 in einem persönlichen Gespräch mit Fidel Castro in Kuba (über Baseball-Freunde vermittelt) erreichen konnte, dass Castro zusagte, seinen Einfluss in Afrika nicht gegen Los Angeles einzusetzen. Die Olympischen Spiele von Los Angeles waren die ersten rein privat finanzierten Spiele. Am Ende war ein Gewinn von annähernd 250 Millionen US-Dollar zu verzeichnen, der der Jugendsportförderung in den Counties zugutekam, die kostenlos Sportstätten zur Verfügung gestellt hatten. Das Geld wird von der Amateur Sports Foundation (seit 2008 in LA84 Foundation umbenannt) verwaltet, deren Präsidentin IOC-Mitglied Anita DeFrantz ist.
Im Jahr 2003 kandidierte Ueberroth erfolglos als kalifornischer Gouverneur. Dabei trat er, obwohl er eingetragenes Mitglied der Republikaner war, als Unabhängiger an. Mit 25.134 Stimmen, was einem Anteil von 0,29 Prozent entsprach, belegte er den sechsten Platz, womit er zwischen Arianna Huffington auf Rang fünf und Larry Flynt auf Platz sieben lag. Für die Amtszeit 2004–2007 wurde er zum Präsidenten des United States Olympic Committee gewählt.
2004 wurde er auch in die American Academy of Arts and Sciences gewählt. Als ihm 2015 der Theodore-Roosevelt-Ehrenpreis der NCAA für sein Lebenswerk zuerkannt wurde, war seine erste Reaktion:“I haven’t done it yet.”